# Polycirrus californicus
Polycirrus californicus är en ringmaskart som beskrevs av Moore 1909. Polycirrus californicus ingår i släktet Polycirrus och familjen Terebellidae. Inga underarter finns listade i Catalogue of Life.